# Grammoptera subargentata
Grammoptera subargentata är en skalbaggsart som först beskrevs av Kirby 1837.  Grammoptera subargentata ingår i släktet Grammoptera och familjen långhorningar.
Artens utbredningsområde är Alaska. Inga underarter finns listade i Catalogue of Life.